# Erovnuli Liga 2019
La Erovnuli Liga 2019 o Crystalbet Erovnuli Liga 2019 fue la edición número 31 de la Erovnuli Liga, la primera división del fútbol de Georgia. La temporada inició el 1 de marzo de 2019 y culminó el 30 de noviembre del mismo año. Saburtalo Tbilisi es el campeón defensor.

## Sistema de competición
Los diez equipos participantes jugaron entre sí todos contra todos cuatro veces totalizando 36 partidos cada uno, al término de la fecha 36 el primer clasificado obtuvo un cupo para la primera ronda de la Liga de Campeones 2020-21, mientras que el segundo y tercer clasificado obtuvieron un cupo para la primera ronda de la Liga Europa 2020-21; por otro lado el último clasificado descendió a la Erovnuli Liga 2 2020, el penúltimo y antepenúltimo jugaron los Play-offs de relegación ante dos equipos de la Erovnuli Liga 2 2019.
Un tercer cupo para la primera ronda de la Liga Europa 2020-21 fue asignado al campeón de la Copa de Georgia.

## Ascensos y descensos
| Pos. | Descendidos de la Erovnuli Liga 2018 |
| ---- | ------------------------------------ |
| 9.º  | Samtredia                            |
| 10.º | Kolkheti Poti                        |

| Pos. | Ascendidos de la Erovnuli Liga 2 2018. |
| ---- | -------------------------------------- |
| 1.º  | Dinamo Batumi                          |
| 2.º  | WIT Georgia                            |

## Equipos participantes
| Equipo             | Ciudad  | Estadio                   | Capacidad |
| ------------------ | ------- | ------------------------- | --------- |
| Chikhura Sachkhere | Kutaisi | Estadio Ramaz Shengelia   | 19,400    |
| Dila Gori          | Gori    | Estadio Tengiz Burjanadze | 8,230     |
| Dinamo Batumi      | Batumi  | Chele Arena               | 6,000     |
| Dinamo Tbilisi     | Tiflis  | Estadio Borís Paichadze   | 54,549    |
| Locomotive Tbilisi | Tiflis  | Estadio Mikheil Meskhi    | 27,223    |
| FC Rustavi         | Rustavi | Poladi Stadium            | 10,720    |
| Saburtalo Tbilisi  | Tiflis  | Estadio Mikheil Meskhi    | 27,223    |
| Sioni Bolnisi      | Bolnisi | Tamaz Stepania Stadium    | 3,242     |
| Torpedo Kutaisi    | Kutaisi | Estadio Ramaz Shengelia   | 19,400    |
| WIT Georgia        | Mtsjeta | Mtskheta Park             | 2,000     |

## Tabla de posiciones
| Pos. | Equipo             | Pts. | PJ | G  | E  | P  | GF | GC | Dif. | Clasificación 2020–21                 |
| ---- | ------------------ | ---- | -- | -- | -- | -- | -- | -- | ---- | ------------------------------------- |
| 1    | Dinamo Tbilisi (C) | 75   | 36 | 23 | 6  | 7  | 70 | 31 | +39  | Primera ronda de la Liga de Campeones |
| 2    | Dinamo Batumi      | 70   | 36 | 21 | 7  | 8  | 57 | 31 | +26  | Primera ronda de la Liga Europa       |
| 3    | Saburtalo Tbilisi  | 70   | 36 | 21 | 7  | 8  | 67 | 36 | +31  | Primera ronda de la Liga Europa       |
| 4    | Lokomotivi Tbilisi | 55   | 36 | 17 | 4  | 15 | 44 | 46 | −2   | Primera ronda de la Liga Europa       |
| 5    | Chikhura Sachkhere | 47   | 36 | 12 | 11 | 13 | 48 | 44 | +4   |                                       |
| 6    | Torpedo Kutaisi    | 44   | 36 | 12 | 8  | 16 | 53 | 54 | −1   |                                       |
| 7    | Dila Gori          | 43   | 36 | 11 | 10 | 15 | 40 | 44 | −4   |                                       |
| 8    | Rustavi            | 38   | 36 | 9  | 11 | 16 | 40 | 56 | −16  | Promoción por la permanencia          |
| 9    | Sioni Bolnissi     | 38   | 36 | 10 | 8  | 18 | 38 | 80 | −42  | Promoción por la permanencia          |
| 10   | WIT Georgia        | 20   | 36 | 4  | 8  | 24 | 15 | 50 | −35  | Desciende a Erovnuli Liga 2 2020      |

Actualizado a los partidos jugados el 1 de diciembre de 2019.
 Fuente: Soccerway

### Resultados cruzados
| Local \ Visitante  | CHI | DIL | DBA | DIN | LOK | RUS | SAB | SIO | TOR | WIT |
| ------------------ | --- | --- | --- | --- | --- | --- | --- | --- | --- | --- |
| Chikhura Sachkhere | —   | 1–1 | 1–2 | 2–2 | 1–0 | 0–0 | 0–0 | 5–0 | 0–0 | 1–0 |
| Dila Gori          | 2–0 | —   | 1–0 | 2–3 | 3–1 | 2–1 | 1–1 | 0–0 | 0–2 | 0–1 |
| Dinamo Batumi      | 0–0 | 1–0 | —   | 3–2 | 2–1 | 2–1 | 4–2 | 5–1 | 0–2 | 2–0 |
| Dinamo Tbilisi     | 2–0 | 1–0 | 0–1 | —   | 1–3 | 3–1 | 4–2 | 5–1 | 2–1 | 2–1 |
| Lokomotivi Tbilisi | 2–0 | 1–0 | 1–0 | 0–4 | —   | 4–1 | 1–3 | 1–2 | 1–3 | 0–1 |
| Rustavi            | 1–1 | 2–1 | 0–2 | 0–1 | 0–2 | —   | 3–1 | 1–1 | 2–4 | 0–0 |
| Saburtalo Tbilisi  | 2–3 | 2–1 | 1–0 | 2–0 | 1–0 | 2–1 | —   | 2–1 | 3–0 | 3–0 |
| Sioni Bolnissi     | 0–5 | 2–1 | 2–4 | 2–1 | 0–0 | 3–3 | 2–3 | —   | 2–1 | 1–0 |
| Torpedo Kutaisi    | 5–3 | 3–3 | 3–2 | 0–0 | 0–2 | 2–0 | 2–3 | 3–2 | —   | 2–1 |
| WIT Georgia        | 1–1 | 0–1 | 0–1 | 1–0 | 0–3 | 2–3 | 0–3 | 0–1 | 3–0 | —   |

| Local \ Visitante  | CHI | DIL | DBA | DIN | LOK | RUS | SAB | SIO | TOR | WIT |
| ------------------ | --- | --- | --- | --- | --- | --- | --- | --- | --- | --- |
| Chikhura Sachkhere | —   | 4–1 | 2–0 | 0–2 | 3–2 | 3–2 | 1–3 | 2–2 | 1–1 | 2–1 |
| Dila Gori          | 2–1 | —   | 0–0 | 1–2 | 0–1 | 0–0 | 2–0 | 2–0 | 2–2 | 2–0 |
| Dinamo Batumi      | 2–0 | 0–0 | —   | 1–1 | 2–1 | 2–1 | 1–0 | 2–0 | 2–2 | 1–1 |
| Dinamo Tbilisi     | 1–0 | 5–0 | 2–1 | —   | 0–1 | 2–2 | 2–1 | 1–1 | 2–1 | 2–0 |
| Lokomotivi Tbilisi | 0–2 | 1–0 | 2–1 | 0–6 | —   | 1–1 | 1–0 | 1–1 | 2–0 | 1–1 |
| Rustavi            | 1–0 | 2–2 | 0–2 | 0–2 | 2–1 | —   | 0–3 | 2–1 | 2–0 | 1–0 |
| Saburtalo Tbilisi  | 1–0 | 3–0 | 0–0 | 0–0 | 4–0 | 2–2 | —   | 5–1 | 1–1 | 3–1 |
| Sioni Bolnissi     | 2–1 | 0–4 | 0–4 | 0–3 | 1–2 | 2–1 | 1–3 | —   | 2–0 | 1–0 |
| Torpedo Kutaisi    | 1–2 | 1–1 | 1–2 | 0–1 | 0–2 | 0–1 | 0–2 | 7–0 | —   | 1–0 |
| WIT Georgia        | 0–0 | 0–2 | 0–3 | 0–3 | 0–2 | 0–0 | 0–0 | 0–0 | 0–2 | —   |

## Playoffs de relegación
Lo disputarán el octavo y noveno clasificado ante segundo y tercer clasificado de la Erovnuli Liga 2 2019.
| Equipo 1       | Agr. | Equipo 2  | Ida | Vuelta |
| -------------- | ---- | --------- | --- | ------ |
| Telavi         | 3–1  | Rustavi   | 1–0 | 2–1    |
| Sioni Bolnissi | 1–4  | Samtredia | 0–0 | 1–4    |

## Goleadores
| Pos. | Jugador               | Club               | Goles |
| ---- | --------------------- | ------------------ | ----- |
| 1    | Levan Kutalia         | Dinamo Tbilisi     | 19    |
| 2    | Flamarion             | Dinamo Batumi      | 16    |
| 3    | Budu Zivzivadze       | Torpedo Kutaisi    | 13    |
| 3    | Irakli Sikharulidze   | Locomotive Tbilisi | 13    |
| 5    | Levan Shengelia       | Dinamo Tbilisi     | 12    |
| 6    | Gega Diasamidze       | Saburtalo Tbilisi  | 11    |
| 6    | Nodar Kavtaradze      | Dinamo Tbilisi     | 11    |
| 8    | Lasha Shindagoridze   | Saburtalo Tbilisi  | 10    |
| 9    | Bidzina Makharoblidze | Chikhura Sachkhere | 9     |
| 9    | Jaba Ugulava          | Sioni Bolnisi      | 9     |